# 志村優理
志村 優理（しむら ゆり、1984年7月15日 - ）は、日本の女性声優。バーディ企画所属。神奈川県出身。

## 出演作品

### テレビアニメ
- マーメイドメロディーぴちぴちピッチ ピュア

### テレビ
- 『中居正広の金曜日のスマたちへ』波瀾万丈 海原純子編／涙そうそう編
- 『爆笑問題のバク天!』フレンズ編
- 『SOS』引田天功編
- 『泣きなさい！笑いなさい！素晴らしき女の人生』島倉千代子編

### ラジオ
- 『土曜の夜ですウハウハ大放送～カンムリバン！～』（ラジオ日本）

＜ユリユリ塾＞＜滑舌天国～カツゼツと共に去りぬ～＞パーソナリティ

### ラジオドラマ
- 『俺と信号』福村いぶき役
- 『空からの贈り物』恵美役
- 『コスモス、咲いた空に』澄子役
- 『あの光の海から…』カエデ役
- 『星の降る夜に』須藤泉水役
- 『朝顔の咲く庭』店員役
- 『三度目の健吾』女の子役
- 『鶴と亀』お鶴役